# XMPP Standards Foundation
De XMPP Standards Foundation (afgekort als XSF en voorheen bekend als de Jabber Software Foundation of JSF) is een onafhankelijke non-profitorganisatie die het op een open manier specificaties ontwikkelen van uitbreidingen op het XMPP-protocol van het IETF als voornaamste doelstelling heeft. De XSF biedt ook ondersteuning, informatie en infrastructuur aan een wereldwijde gemeenschap van XMPP-ontwikkelaars, -dienstverleners en -eindgebruikers.